# The Succulent Euphorbieae
The Succulent Euphorbieae (abreviado Succ. Euphorb.) es un libro ilustrado con descripciones botánicas que fue editado conjuntamente por A.C.White & R.A.Dyer & B.Sloane. Fue publicado en 2 volúmenes en el año 1941.